# Juliana Hatfield
Juliana Hatfield nasceu em 27 de julho de 1967, em Wiscasset, no afastado estado de Maine, extremo nordeste dos Estados Unidos. Entretanto, cresceu numa cidade costeira de Massachusetts. Quando garotinha, ficou fascinada pela cantora Olivia Newton-John e se apaixonou pelo filme Grease, a que assistiu seis vezes no cinema. Descobriu a banda The Replacements quando estava no colegial e foi amor à primeira vista. Através dessas duas inspirações musicais, Juliana se mudou para a cidade grande e foi estudar música em Berklee com o sonho de montar uma banda. Ela conheceu John Strohm e Freda Love e o trio fundou a banda Blake Babies em 1986. A banda gravou alguns discos, fez pequenas turnês pelos EUA e de desintegrou no início dos anos 90. Desde então, Juliana ostenta uma brilhante carreira solo.

## Biografia
Juliana Hatfield tem hoje uma carreira consolidada e é uma artista segura de seu espaço no rock, mesmo longe dos holofotes do mundo pop. Mas o caminho para chegar a essa condição foi longo e cheio de desafios.
Juliana nasceu em Wiscasset, no afastado Maine, mas viveu até a adolescência em Duxbury, no Massachusetts. Apesar de ser próxima a fervilhante Boston, em Duxbury Juliana teve acesso tardio ao rock. Desde pequena se interessava por música, estudou piano e cantava, mas só achou seu caminho quando descobriu bandas como Replacements e Velvet Underground. Na época da faculdade se mudou para Boston para estudar canto no renomado Berklee College of Music, já com planos de formar uma banda. Lá ela conheceu John Strohm (guitarrista) e Brenda Love (baterista) e com eles formou o Blake Babies, em 1986.
O Blake Babies seguiu uma trajetória ascendente lançando seu primeiro álbum, o pesado "Nicely, Nicely" em 1987. A partir dali a banda começou a definir o seu som mais para os lados de bandas contemporâneas como R.E.M. e Throwing Muses, com Juliana na linha de frente como principal compositora e vocalista, a sua voz de menininha pura e angelical era uma marca da banda. A própria Juliana conta que não era muito segura de sua qualidade como vocalista naquela época e chegou a fazer um "tratamento" a base de cigarros e muitos berros para deixar sua voz mais 'durona' e arranhada. O tal tratamento de nada adiantou, e até hoje Juliana traz consigo o vocal suave e limpo de sempre.
Com mais dois discos, "Earwig" e "Sunburn" o Blake Babies se estabeleceu como uma das mais promissoras bandas da cena de Boston, ao lado do Lemonheads e pronto a repetir o feito do Dinosaur Jr e do próprio Throwing Muses, bandas de repercussão nacional nos EUA.
No entanto, quando o cenário parecia pronto para o sucesso, o Blake Babies anuncia seu final, com seus integrantes passando a buscar o seu espaço em caminhos separados. John Strohm e Brenda Nunes formaram o Antenna, que teve pouca repercussão, enquanto Juliana partiu em carreira solo.

## Juliana, Freda e John no Blake Babies
O primeiro álbum solo de Juliana, "Hey Babe", foi lançado pela Mammoth Records em 1992 e foi um enorme sucesso. Era a época de ouro das chamadas "college radios", e as músicas "Everyone But You" foi single de sucesso naquele ano, ajudando Hey Babe a se tornar um dos álbuns independentes mais vendidos de 1992, batendo a casa das 300 mil cópias. Com essa proeza nas costas, logo Juliana passou a ser disputada pelas grandes gravadoras. Entre os destaques do disco estavam ainda "Forever Baby" e "Nirvana", que já tinha sido gravada pelo Blake Babies em 1991 (e cujo nome surgiu de uma certa banda que era uma das favoritas de Juliana na época).
Juliana ainda achou tempo para tocar baixo no Lemonheads, participando das gravações do álbum "It's A Shame About Ray", que viria a se tornar o disco mais bem sucedido da banda de Evan Dando (que já havia feito participações no Blake Babies pouco tempo antes). Coincidentemente, Juliana fechou com a Atlantic Records, mesma gravadora do Lemonheads para seus próximos trabalhos.
No embalo da excelente repercussão de seu primeiro álbum solo e do grande sucesso do Lemonheads, a expectativa da gravadora (e mesmo da mídia) era de que Juliana iria se tornar uma megastar. Juliana passou a ser figurinha carimbada nas revistas, onde recebia tratamento de celebridade, com direito a intrigas e fofocas. Muito foi dito e especulado sobre o suposto relacionamento de Juliana e Evan Dando, por exemplo.

## Virgindade
Num dos momentos mais bizarros dessa época, Juliana deu o que falar quando declarou a uma revista que ainda era virgem, mesmo na casa dos vinte e tantos anos. Nem é preciso dizer que as revistas adoraram e mesmo anos depois o assunto vinha à tona quando Juliana falava à imprensa.
Become What You Are foi lançado em 1993 levando o nome 'Juliana Hatfield Tree', que era o trio formado por Juliana e sua banda de apoio na época, Dean Fisher e Todd Phillips. O impacto de gravar por uma major não descaracterizou em nada a sonoridade do novo álbum, que segue a linha de Hey Babe incorporando guitarras mais pesadas à mistura elétrica/acústica anterior. A produção ficou a cargo do peso-pesado Scott Litt, conhecido pelo seu trabalho com o R.E.M. e o Nirvana.
O disco não fez feio nas paradas, mas não foi nem de longe o sucesso que muitos esperavam. "Spin The Bottle" foi o maior single de maior repercussão, chegando a figurar no famoso Top 40 das rádios americanas, e tinha ainda destaques como "My Sister" e "Feelin' Massachusetts". Ainda em 1993 é lançado Come on Feel the Lemonheads, dos Lemonheads, novamente com participação de Juliana em várias faixas.

## "Universal Heart-Beat" bateu na trave
Para o seu próximo disco, Only Everything, de 1995, Juliana abusa nas guitarras e lança o seu disco mais agressivo até então. A Atlantic gostou da ideia e investiu pesado no videoclipe para "Universal Heart-Beat", que parecia predestinada ao sucesso. A música tem o refrão mais contundente da carreira de Juliana ("a heart that hurts / is a heart that works"). No entanto, a repercussão foi novamente moderada e não cruzou a fronteira do entre o grande público e o alternativo (que até era bem tênue na época), derrubando rapidamente as perspectivas do disco nas paradas.
O que foi uma lástima, pois Only Everything é recheado de pequenas pérolas com cara de hits, como a pesada "What a Life" e "Fleur de Lys", cantada em francês.
Sem muita moral, Juliana passou a ser boicotada pela gravadora. A intenção dela para o próximo álbum, God's Foot, era fazer a própria produção, cuidando assim de todos os aspectos das gravações. Várias sessões foram realizadas durante 1996, mas o disco demorava a ser lançado. Enquanto isso, Juliana continuava a se apresentar ao vivo, inclusive participou do festival Lilith Fair, composto exclusivamente de bandas e artistas femininas. Na época, o nome de Juliana Hatfield se misturava entre os rótulos da indústria da música, do rock alternativo ao grunge, do "movimento" women in rock ao college rock e até uma versão light do riot grrl, de tudo a música de Juliana já foi rotulada.
Quando finalmente o álbum God's Foot ficou pronto, a Atlantic vetou o trabalho, pois segundo a gravadora não havia nenhum hit no disco. Frustrada, Juliana forçou a barra para ser liberada de seu contrato e acabou conseguindo, mas os direitos sobre o disco ficaram com a gravadora. God's Foot nunca foi lançado e Juliana teve que começar do zero a partir dali.
Em 1997 foi lançado o EP de seis músicas Please Do Not Disturb pela Bar/None, trazendo como destaque a faixa "Sellout". É difícil ouvir "Sellout" e não interpretar como um desabafo, mas Juliana ressalta que a música não fala de sua própria situação. Diz a letra: "I thought that you told me that if I learned how to play the game then I would win, if I learned how to say alright to everything / So why don't they want me? It's not a sellout if nobody buys it".

## Nada demajorpara Juliana
Em 1998 Juliana achou sua nova casa, a gravadora Zoë, que a recebeu de braços abertos com todas as vantagens de ser independente, sem as exigências de sucesso massivo e com a certeza de que o esforço de divulgação seria direcionado ao público correto. O primeiro trabalho pela nova gravadora foi Bed, um álbum que consiste basicamente de demos e como resultado é um trabalho bastante intimista e introspectivo, ainda que o peso das guitarras esteja presente. Nada de rádio ou MTV, mas o disco chegou aos ouvidos do público fiel que consolidou a carreira de Juliana.
O novo rumo de sua carreira trouxe ânimo para experimentar. Em 2000, Juliana lança simultaneamente dois discos: Beautiful Creature e Total System Failure, o segundo usando o nome Juliana's Pony, "banda" formada apenas para o disco. Curiosamente, praticamente na mesma época Paul Westerberg (ex-The Replacements) e Frank Black (ex-Pixies) também lançaram discos simultâneos. Beautiful Creature é considerado por muitos (e pela própria Juliana) o melhor disco de sua carreira até então, com belas músicas como "Hotels". Já "Total System Failure" é pura diversão, distorção e pancadaria.
Em 2001, um inesperado e bem-vindo retorno do Blake Babies traz o disco God Bless The Blake Babies, com a formação original da banda e participação do então recluso Evan Dando em uma música. Depois de uma turnê, a banda se separa novamente, dessa vez definitivamente, segundo os próprios. Após o Blake Babies, Juliana e Freda Love formam o grupo Some Girls (não confundir com a banda hardcore de mesmo nome), lançando o álbum Feel It, em 2002. No mesmo ano, foi lançada a coletânea Gold Stars 1992-2002: The Juliana Hatfield Collection, com todos os singles e faixas obscuras numa seleção feita por ela mesma.
Em 2003 Juliana participa da turnê americana do recém-lançado Baby I'm Bored, álbum solo de Evan Dando após sete anos de silêncio. E então chega a hora de Juliana retomar sua carreira solo. Lançado inclusive no Brasil, In Exile Deo (2004), repercute muito bem na crítica (o disco mais elogiado de Juliana em muitos anos) e marca um bom momento na carreira de Juliana Hatfield, resgatando sua veia mais pop sem culpa em músicas como "Tourist" e "Some Rainy Day". Em agosto de 2008, Juliana lança mais um disco, "How to walk away", disco elogiado pela crítica que trazem todos os elementos que consagraram a carreira de Hatfield, temas como conflitos, amor, perdão cantados com a voz angelical de Juliana.